# Hörtypologie
Als Hörtypologie, oder auch Hörertypologie, wird in der Musikwissenschaft der Versuch bezeichnet, die unterschiedliche Art und Weise des musikalischen Hörens in Typen zu gliedern und zu ordnen. Ausgehend von westlich-antiken Typenlehren der Psychologie des ausgehenden 19. Jahrhunderts, wurden insbesondere in der westlichen Musikwissenschaft des 20. Jahrhunderts verschiedene Hörtypologien aufgestellt.

## Hörtypologien

### Friedrich Rochlitz (1799)
Als eine der ersten Hörtypologien gilt diejenige des Musikschriftstellers Friedrich Rochlitz, der 1799 vier Typen beschrieb: Musikhörer aus Eitelkeit und Mode, diejenigen, die nur mit den Ohren hören, diejenigen, die ausschließlich mit dem Verstande hören und diejenige, die mit der ganzen Seele hören.

### Heinrich Besseler (1925)
Der Musikwissenschaftler Heinrich Besseler verband die Rezeption der Musik der verschiedenen Epochen der Musikgeschichte mit verschiedenen Hörstilen. Zum Beispiel nannte er die Art des Hörens von Musik der Renaissance „vernehmendes Hören“ und die der Barockmusik „verknüpfendes Hören“. „Aktives Hören“ nannte er die Hörweise der klassischen Musik und „passives Hören“ die der romantische Musik.

### Richard Müller-Freienfels (1936)
Der Philosoph und Psychologe Richard Müller-Freienfels unterschied u. a. zwischen dem Typ Sensoriker, der stark auf das Klangliche bezogen sei, dem motorischen Typ, dem imaginativen Typ, der Bilder und Fantasien zur Musik habe, dem reflektierenden Typ und dem emotionalen Typ, der die Musik konzentriert miterlebe.

### Albert Wellek (1939)
Der Psychologie und Begründer der Musikpsychologie Albert Wellek unterschied anhand allgemeiner psychologischer Kriterien zwischen einem linear-analytischen (verstandesbetonten), einem polar-zyklischen (gefühlsbetonten) und einem gestaltungskräftigen Typus. Mit Hörtestungen untersuchte er Charakteristika der Intervalleinschätzung dieser Gruppen, weiter differenziert nach Menschen mit absolutem oder relativem Gehör.
Er stellte fest, dass der lineare Typus Intervalle nach ihrer Distanz beurteile und daher zur Verwechslung benachbarter Töne neige, während der polare Typus sie nach ihrem Konsonanzgrad beurteile und daher zur Verwechslung der Intervalle Oktave, Quinte und Quarte neige. Der Gestaltungskräftige Typus verbinde die beiden Einschätzungsformen. Wellek bringt ferner den linear-analytischen Typus mit den stärker polyphonen musikalischen Formen in Verbindung, den polaren Typus mit kantablem Melos und harmonisch betonter Musik.
Die Verquickung dieser typogischen Zusammenstellung mit dem nationalsozialistischen Rassendenken zeigt sich in der empirisch nicht weiter untersuchten Zuordnung der beiden Typen zu den Norddeutschen (linear) und den Süddeutschen, resp. Österreichern (polar).

### Theodor W. Adorno (1962)
Die bekannteste Hörtypologie wurde von dem Soziologen und Musikphilosophen Theodor W. Adorno unter der Bezeichnung Typen musikalischen Verhaltens aufgestellt. Seiner Ansicht nach beruht die Art der Rezeption auf der Gewichtung zwischen Kenntnissen der Musiktheorie, Vertrautheit mit bestimmten Musikarten und Besonderheiten der Wahrnehmung. Adorno betont, dass seine Typologie im Gegensatz zu empirischen Arbeiten, die lediglich die Vorlieben, Abneigungen und Gewohnheiten von Musikhörern untersuchten, die Angemessenheit und Unangemessenheit des Hörens in Bezug auf das Gehörte zugrunde lege. Seine Typologie zeichne daher ein Bild vom Typus der „vollen Adäquanz“ des Hörens bis zum „gänzlichen Unverständnis“.

#### Experte
Dieser eher selten anzutreffende Typ sei am ehesten bei Berufsmusikern zu finden. Seine Fähigkeit liege darin, aus dem bereits Vergangenen des Musikstückes auf das Zukünftige zu schließen, sodass er bereits weiß, was als Nächstes kommt. Er verstehe und höre gleichzeitig die Kompositionstechnik und könne den Gedanken des Komponisten folgen.

#### Gute Zuhörer
Der gute Zuhörer besitze die gleichen Fähigkeiten wie der Experte, nur dass er nicht mit den Kompositionstechniken vertraut sei. Er könne zwar die Musik charakterisieren und interpretieren bzw. beurteilen und höre den Stil, verstehe aber die Technik nicht. Vergleichbar sei dieser mit einem Menschen, der eine Sprache gut beherrsche und sagen könne, dass etwas falsch klinge, aber aufgrund der fehlenden Grammatikkenntnisse dies nicht begründen könne. Adorno sieht diesen Typus vor allem im aristokratischen Kunstliebhaber des 19. Jahrhunderts repräsentiert.

#### Bildungskonsument
Dieser Typus höre viel und sei gut informiert über das, was er hört. Er sei der bürgerliche Nachfolger des zweiten Typus, nehme regen Anteil am Musikleben und habe oft eine entsprechend große Schallplattensammlung. Er könne aber den musikalischen Strukturen nicht wirklich folgen. Sein Interesse sei oft auf Äußerlichkeiten zentriert wie musikalische Persönlichkeiten, Biografisches, Brillanz in der Darbietung. Sein Verhältnis zur Musik habe etwas Fetischistisches.

#### Emotionale Hörer
Beim emotionalen Zuhörer löse die Musik starke Emotionen aus und ermögliche darüber das Ausleben verdrängter Gefühle, die sonst der rationalen Kontrolle unterlägen. Die Struktur der Musik trete darüber in den Hintergrund und Adorno vertritt die Auffassung, dieser Typus sei leicht zu manipulieren, z. B. von der musikalischen Unterhaltungsindustrie, die eine klischeehafte Musik produziere.

#### Ressentiment-Hörer
Der Ressentiment-Hörer sei Anhänger spezieller Musikrichtungen, identifiziere sich mit dieser und stehe der aktuellen Kulturindustrie verächtlich gegenüber. Er höre vor allem die Musik vergangener Zeiten in einer Aufführungspraxis, die sich um Werktreue bemühe. Adorno sieht diesen Typus mit einer reaktionären Weltanschauung verbunden. (Adorno spielt hier auf die zu seiner Zeit beginnende Bewegung der Historischen Aufführungspraxis an.)

#### Jazz-Experte
Als Untertypus des Ressentiment-Hörers zeichne sich auch der Jazz-Experte durch das Hören einer speziellen Musikrichtung aus und lehne die offizielle Musikkultur ab. Er verschaffe sich über die Musik ein Ventil und verharre im Ressentiment einer Musik, die hinter die Entwicklung der Neuen Musik zurückfalle.

#### Unterhaltungshörer
Der Unterhaltungszuhörer betrachte Musik als Reizquelle wie Alkohol und Zigaretten. Er wolle sich ablenken, abschalten und vom Alltag wegkommen. Dieser Typ sei am häufigsten vertreten und für die Musikindustrie am bedeutendsten.

#### Gleichgültige, Unmusikalische, Antimusikalische
Diese seien eher selten. Die Gründe lägen meistens in der frühkindlichen Erziehung in Kombination mit technischen Spezialbegabungen. Die dem Typus zugehörigen Hörer seien realitätsnah.

### Hermann Rauhe (1975)
Der Musikwissenschaftler Hermann Rauhe stellte eine Hörtypologie von jugendlichen Popmusikhörern auf. Er unterschied zwischen einer zerstreuten Rezeption, etwa von Hintergrundmusik, einer motorisch-reflektorischen Rezeption, einer assoziativ-emotionalen Rezeption, einer empathischen Rezeption, bei der die Hörer ebenfalls emotional hören, aber dazu bewusst bestimmte Musik auswählen, eine strukturellen bzw. strukturell-synthetische Hörweise, einer subjektorientierten Hörweise, bei der der Hörer die Widerspiegelung des eigenen Subjekts in der Musik suche, und dem integrativen Hören, welches verschiedene der genannten Hörweisen miteinander verbinde.

### Klaus-Ernst Behne (1986)
Der Musikwissenschaftler und Musikpädagoge Klaus-Ernst Behne untersuchte in den 1980er-Jahren in einer Stichprobe von über 1200 Schülern die Musikpräferenzen von Kindern und Jugendlichen. Die Daten wurden mittels Clusteranalyse ausgewertet und zu Typologien der verbalen und der klingenden Präferenzen zusammengefasst. Er entwickelte 37 Hörertypen.

### Peter Schneider (2006)
Der Physiker und Kirchenmusiker Peter Schneider untersuchte, ob Menschen in Bezug auf den Klang eher den Grundton oder das Obertonspektrum wahrnehmen und stellte fest, dass diese Art der Orientierung mit der Wahl bestimmter Instrumente korreliere. So seien Grundtonhörer eher bei den Spielern von Schlagzeug, Gitarre, Klavier, Trompete, Querflöte oder  Geige zu finden, während Obertonhörer in der Regel Musikinstrumente wie tiefe Streich-, Blech oder Holzblasinstrumente, Orgel oder Gesang ausübten. Eine Korrelation zur Musikalität konnte Schneider nicht feststellen.

## Kritik und Fortführung
Insbesondere die Typologie Adornos wurde aufgrund ihrer stark wertenden Anordnung und einzelner negativer Einschätzungen, wie der Abwertung des Jazz und der Aufführungspraxis alter Musik, häufiger kritisiert oder zum Anlass von Auseinandersetzungen über Adornos offensichtliche Verachtung des Jazz und der Pop-Musik genommen.
Seit den 1970er Jahren werden Hörtypologien zunehmend im Zusammenhang mit meist empirisch untersuchten Fragestellungen der musikalischen Präferenzen untersucht. Fortsetzungen fand das Forschungsinteresse im Kontext von Hörertypologien im kommerziellen Bereich, wenn es darum ging, Radioprogramme für bestimmte Hörertypen zu konstituieren. Dabei steht allerdings die Frage der musikalischen Präferenz und ihre Verwertbarkeit im Vordergrund.
So untersuchten sowohl das Institut für Demoskopie Allensbach (1980) als auch die Schweizerische Radio- und Fernsehgesellschaft (SRG) die musikalischen Vorlieben von Hörern. Die SRG arbeitete dabei mit klingenden Beispielen und fasste die Ergebnisse in fünf Typen zusammen, die im Hinblick auf ihr Vorkommen auch quantifiziert und mit weiteren Daten zu Alter, Bildungsstand und musikalischer Aktivität korreliert wurden:
1. Der „volkstümliche Typ“ (21 %) zeichnet sich durch seine Vorliebe zur alpenländischen Volksmusik aus, verfügt über eine geringe Schulbildung, nimmt nicht aktiv am Musikleben teil, gehört eher zum älteren Teil der Bevölkerung.
2. Der „progressive Typ“ (19 %) hört aktuellen Jazz, Musik der Avengarde, spielt häufig selbst ein Instrument, ist jünger und von gehobenem Bildungsniveau. Er lehnt viele Musikrichtungen ab.
3. Der „Rock-Pop-Typ“ (19 %) hört breit gefächert angelsächsische U-Musik, Folk, Rock, aber auch leichte Barockmusik. Vom Alter her sehr jung ist diese Gruppe eher im städtischen Bereich ansässig.
4. Der „Vielhörer“ (26 %) bevorzugt ein breites Spektrum von Schweizer Volksmusik über Operette bis zu aktuellen Unterhaltungsmusik. Er ist mit dem Rundfunkangebot zufrieden und schaut auch gerne Musiksendungen unterschiedlicher Art im Fernsehen. Weitere demografischen Zuordnungen sind hier nicht relevant.
5. Der „Klassik-Typ“ hört die gesamte Bandbreite der Kunstmusik des Barock, der Klassik und Romantik, aber auch unterschiedliche andere Sparten. Auch bei ihm sind weitere demografischen Zuordnungen nicht relevant.[15]

Betont wurde in dieser und späteren Untersuchungen, dass Musikpräferenzen differenzierter zu betrachten seien, weil sie zum Beispiel im Verlauf des Lebens, während des Tages und situativ wechselten. Auch ein Klassik-Typ wolle nicht „bereits zum Frühstück durch das Radio Opern serviert“ bekommen.